# Reddingboot

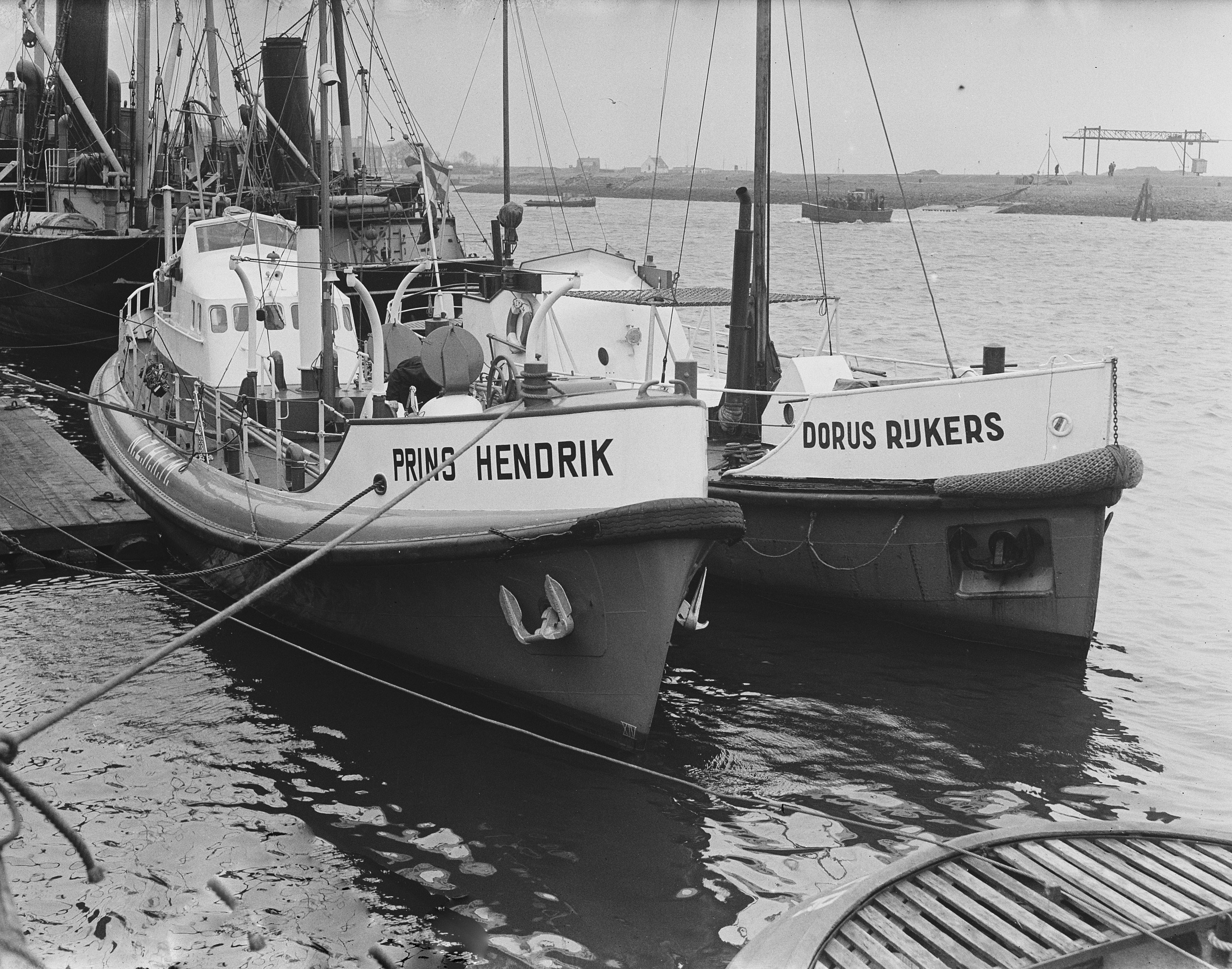
De 'Prins Hendrik' de nieuwe KNRM-reddingboot in Den Helder (8 maart 1952). Hier samen op de foto met de oude KNRM-reddingboot 'Dorus Rijkers' uit 1923.

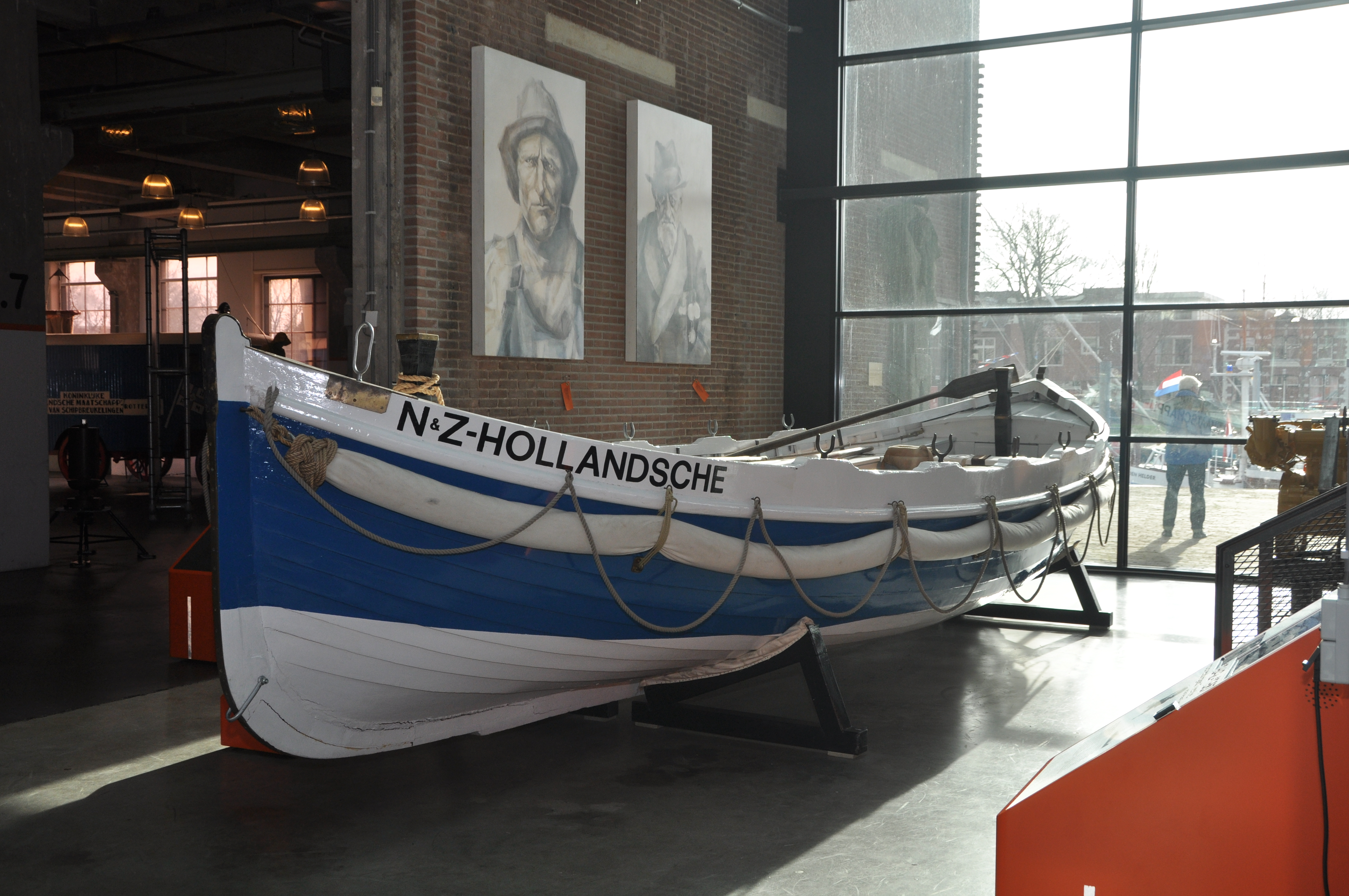
Roeireddingboot no. 15 in het Nationaal Reddingmuseum Dorus Rijkers te Den Helder. (2017).

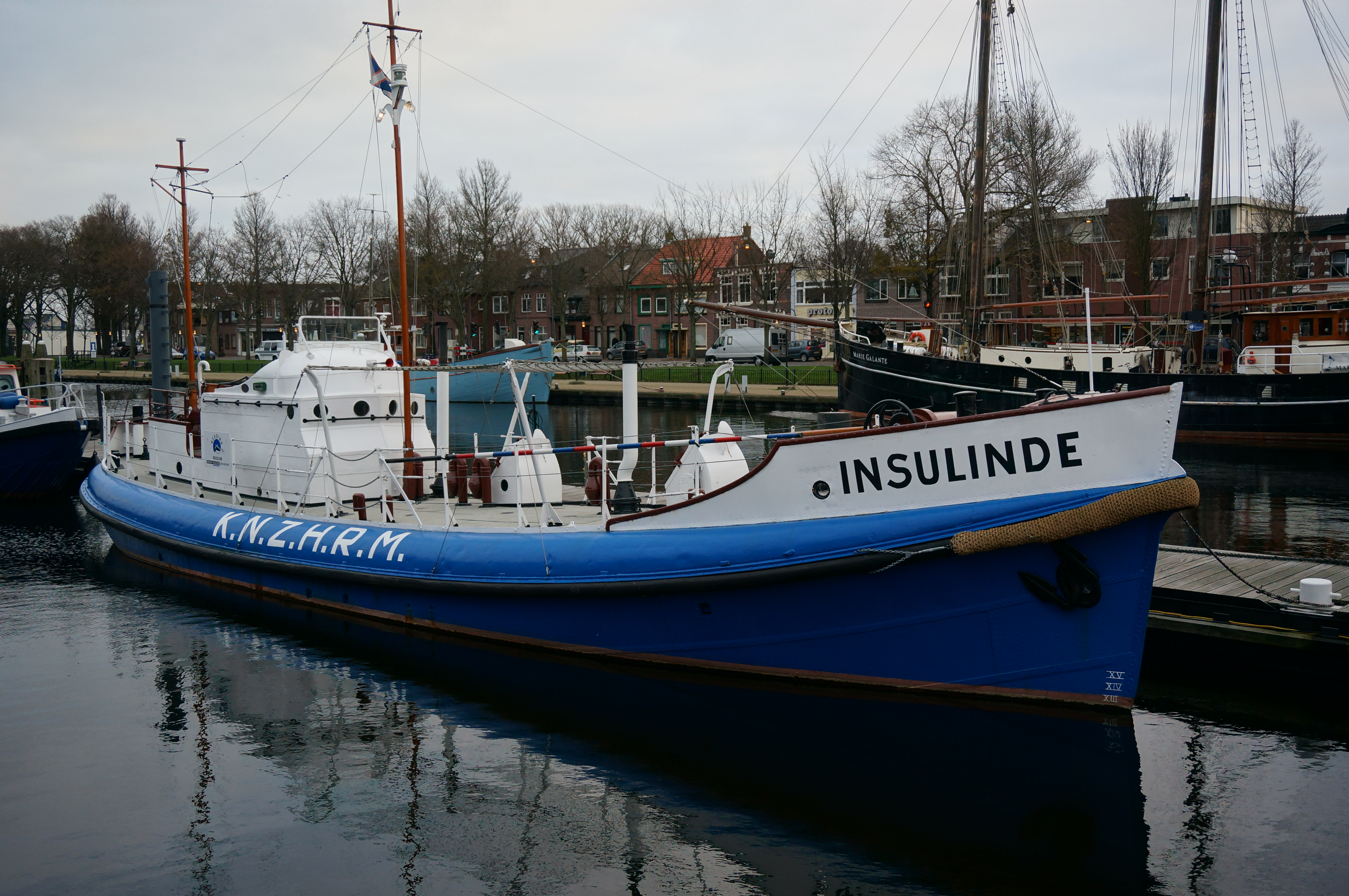
KNRM-reddingboot Insulinde in het Nationaal Reddingmuseum Dorus Rijkers te Den Helder. (2013).

Een reddingboot is een boot waarmee redders vanaf de wal uitvaren om hulp te verlenen aan schipbreukelingen of mensen die vanaf een schip moeten worden gehaald t.b.v. hulpverlening.
In de huidige spelling wordt het woord met of zonder 's' geschreven. In de oude spelling van voor 1995 was het zonder 's'.
In het jargon van de Koninklijke Nederlandse Redding Maatschappij (KNRM) wordt strikt onderscheid gemaakt tussen een reddingboot (zonder 's') en een reddingsboot (met 's'), een relatief klein vaartuig, vaak aan boord van een ander schip, dat gebruikt wordt voor zelfredzaamheidsdoeleinden: zie ook reddingsboot, reddingsloep, een boot waarmee schepen of mensen in nood te hulp kunnen worden geschoten of waarmee ze zichzelf kunnen redden.

## Geschiedenis
De eerste reddingen werden uitgevoerd met simpele roeiboten van hout. Deze werden door vrijwilligers bemand. Dat deze primitieve manier van redden niet altijd succesvol was, laat zich raden. Later ging men zich beter organiseren en zodoende werden in diverse landen reddingmaatschappijen opgericht. Zo ontstonden in 1824 in Nederland de Koninklijke Noord- en Zuid-Hollandsche Redding Maatschappij (KNZHRM) en de Koninklijke Zuid-Hollandsche Maatschappij tot Redding van Schipbreukelingen (KZHMRS). Later zijn beide samengegaan in de Koninklijke Nederlandse Redding Maatschappij.

## Nederlandse reddingboten voor het redden van schipbreukelingen
Er zijn verschillende typen reddingboten te onderscheiden. In het verleden waren dit bijvoorbeeld: roeireddingboten, zeilreddingboten, motorreddingboten. Verder is het ook afhankelijk van de plaats waar een boot gestationeerd is: bijvoorbeeld strandreddingboten, havenreddingboten of een vlet voor gebruik in ondiep water.
Bekendheid kreeg Nederland met de eerste grote zelfrichtende motorreddingboot de Insulinde. Met de Prinses Margriet en Johannes Frederik zijn ook de eerste grote Rigid Inflatable reddingboten gebouwd.
Ook heeft Nederland een recent ontworpen reddingboot, de Nikolaas.

## Buitenlandse reddingboten voor het redden van schipbreukelingen
Elk land bouwt zijn eigen reddingboten. De grootste reddingboot in dienst is de 46 meter lange Hermann Marwede van de 'Deutsche Gesellschaft zur Rettung Schiffbrüchiger' (Duitsland).
Moderne reddingboten zijn zeer goed uitgerust met allerlei apparatuur om het redden van de schipbreukelingen en het verlenen van hulp aan schepen aanzienlijk te vergemakkelijken.
In België wordt de historische Reddingboot 3 van de Watson klasse uit 1948 vanaf oktober 2019 gerestaureerd door een groep vrijwilligers.

## Diverse reddingboten

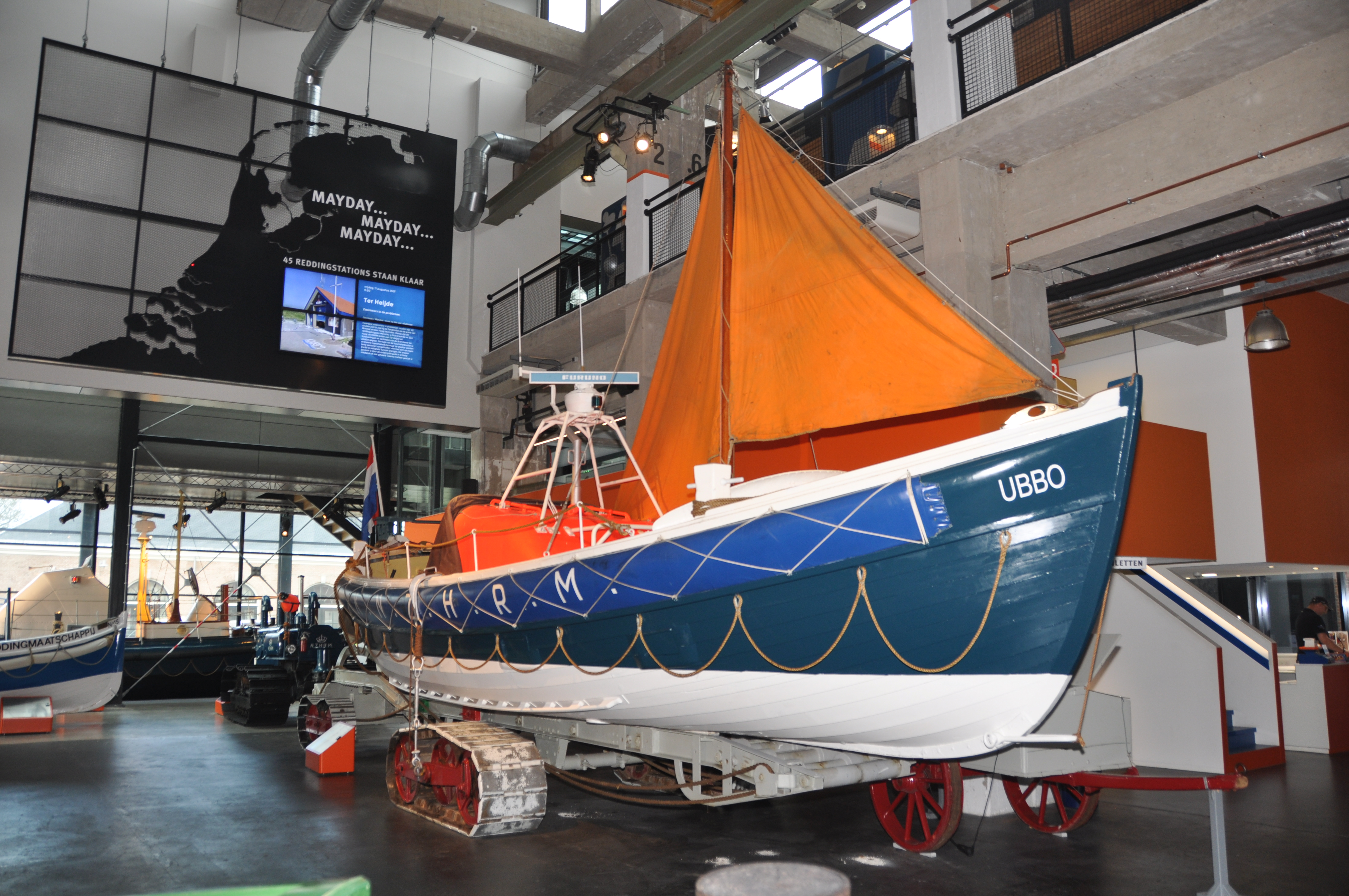
KNRM-reddingboot 'Ubbo' in het Nationaal Reddingmuseum Dorus Rijkers te Den Helder. (2017).
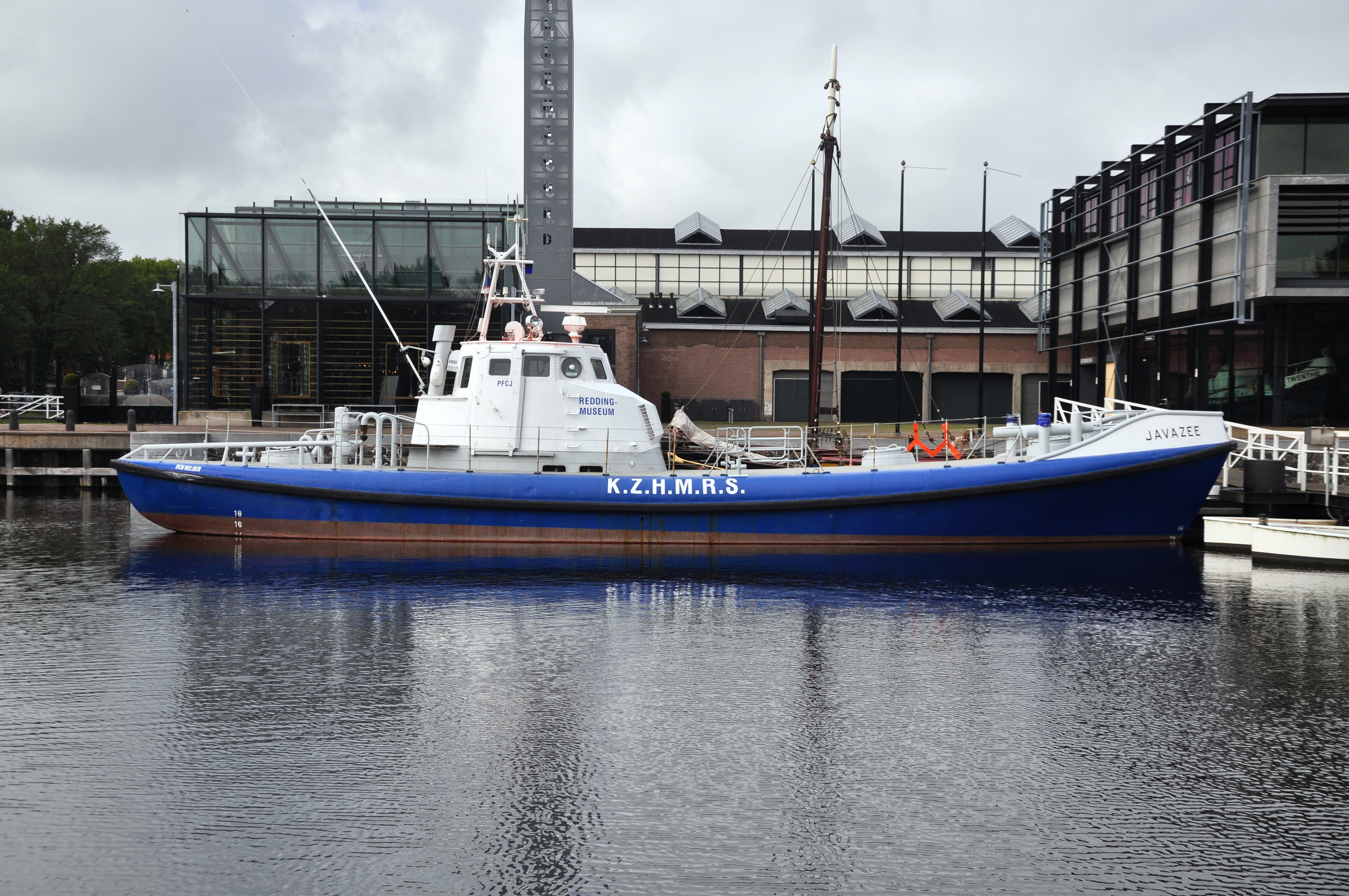
KNRM-reddingboot Javazee in het Nationaal Reddingmuseum Dorus Rijkers te Den Helder. (2013).
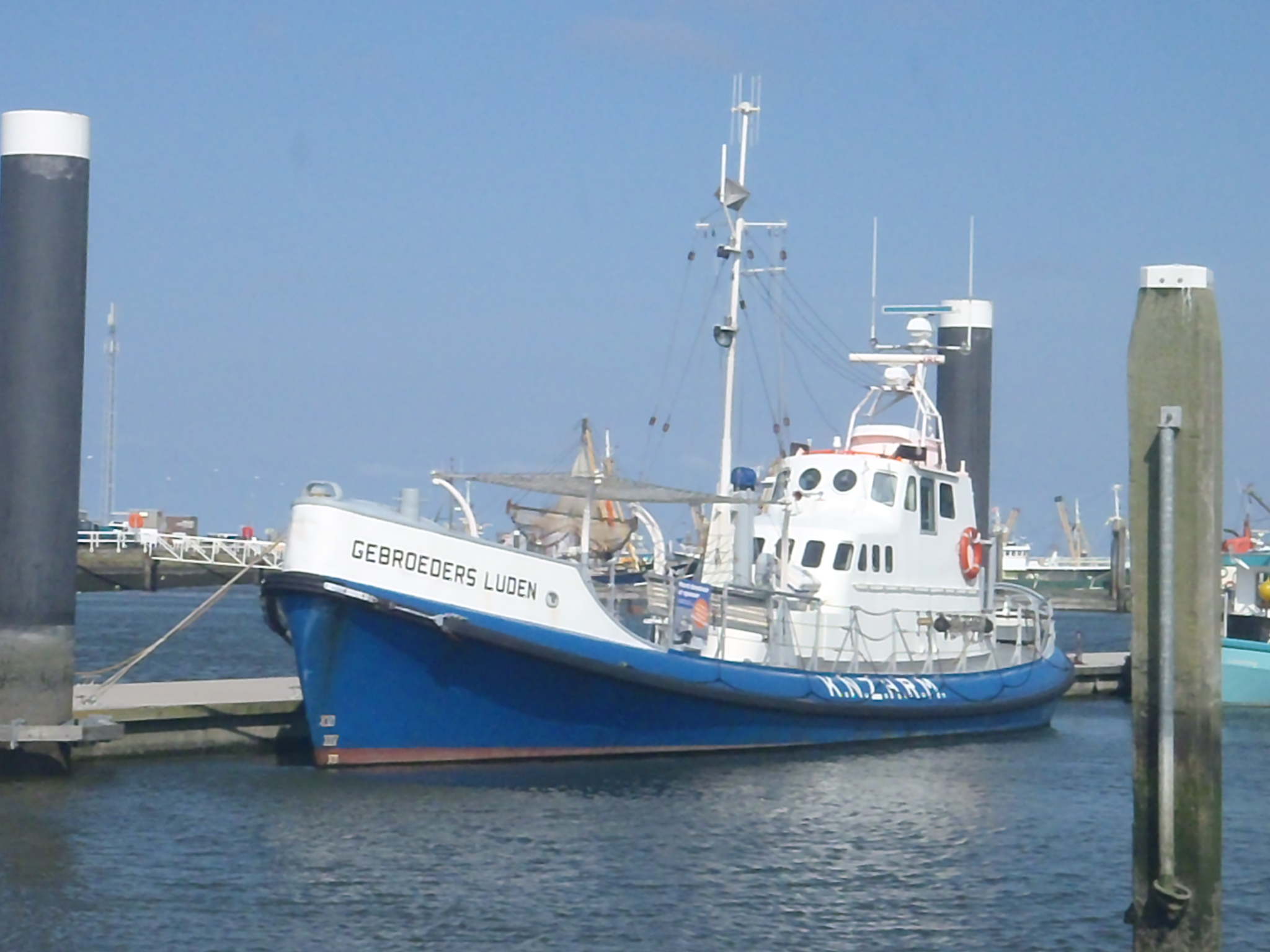
KNRM-reddingboot 'Gebroeders Luden' in de haven van Lauwersoog (2005).
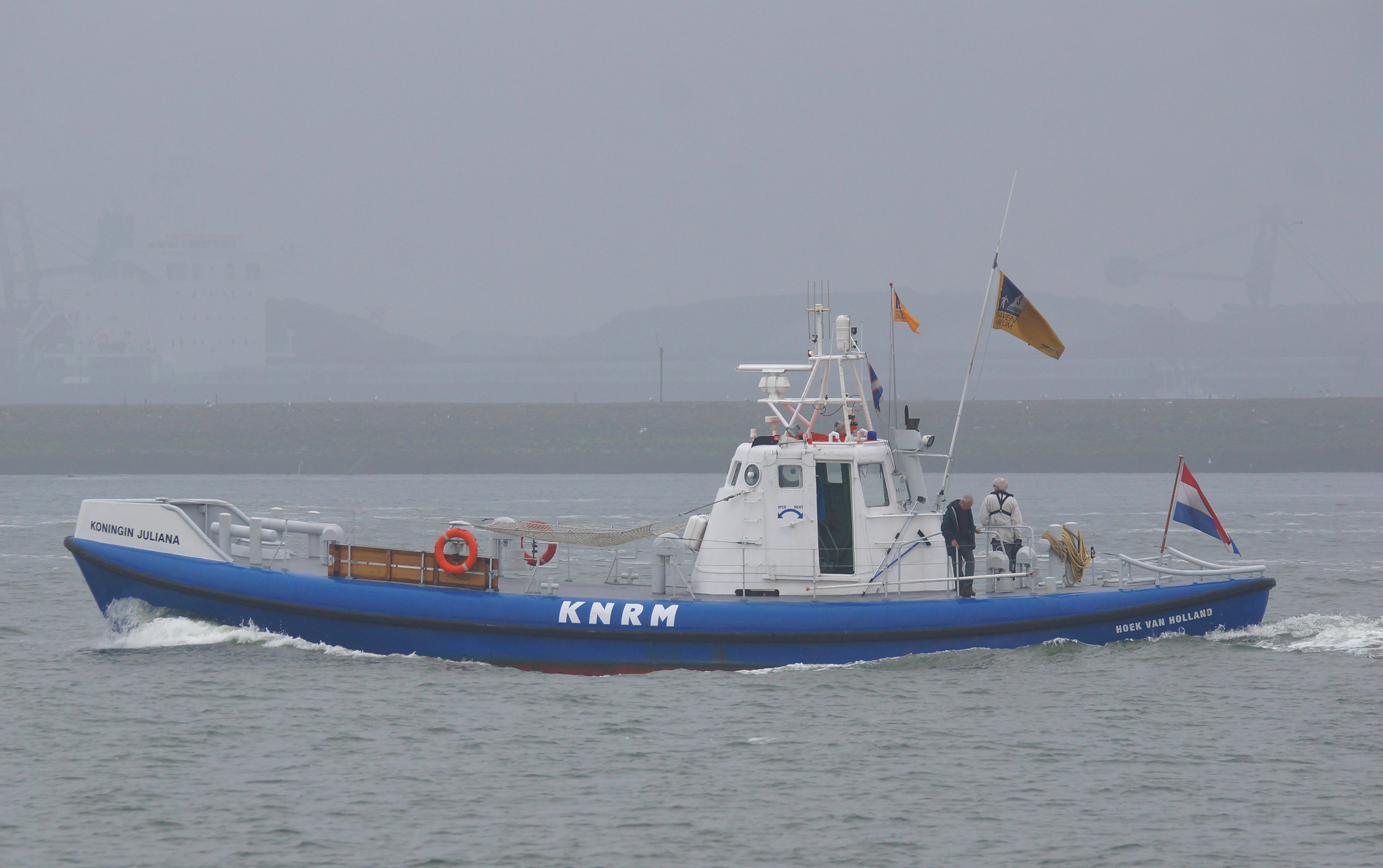
KNRM-reddingboot 'Koningin Juliana' op de Nieuwe Waterweg (2014).
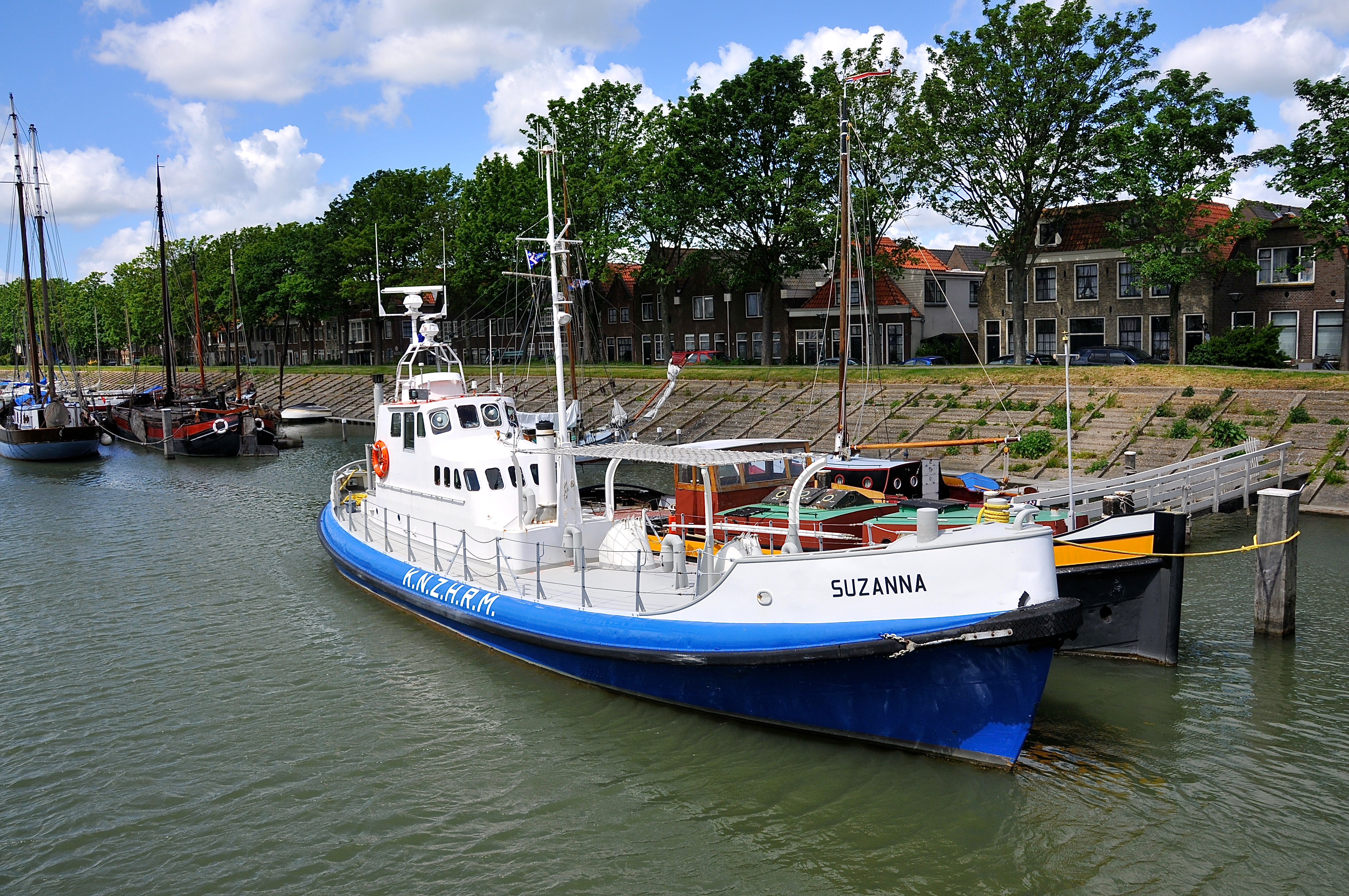
KNRM-reddingboot 'Suzanna' te Hoorn (2015).
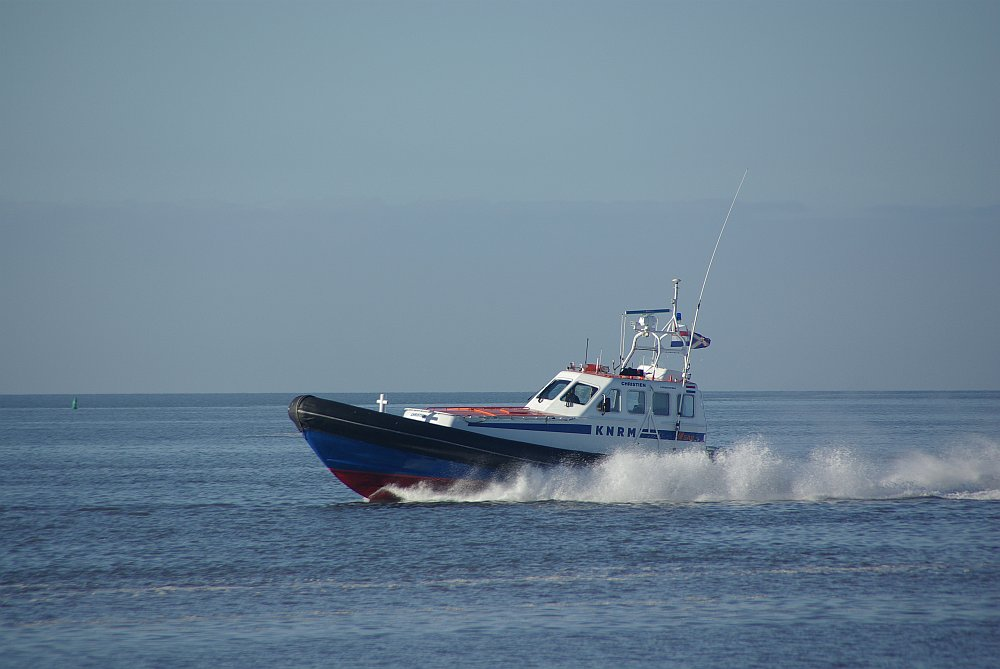
KNRM-reddingboot 'Christien' op de Waddenzee bij Harlingen (2007).
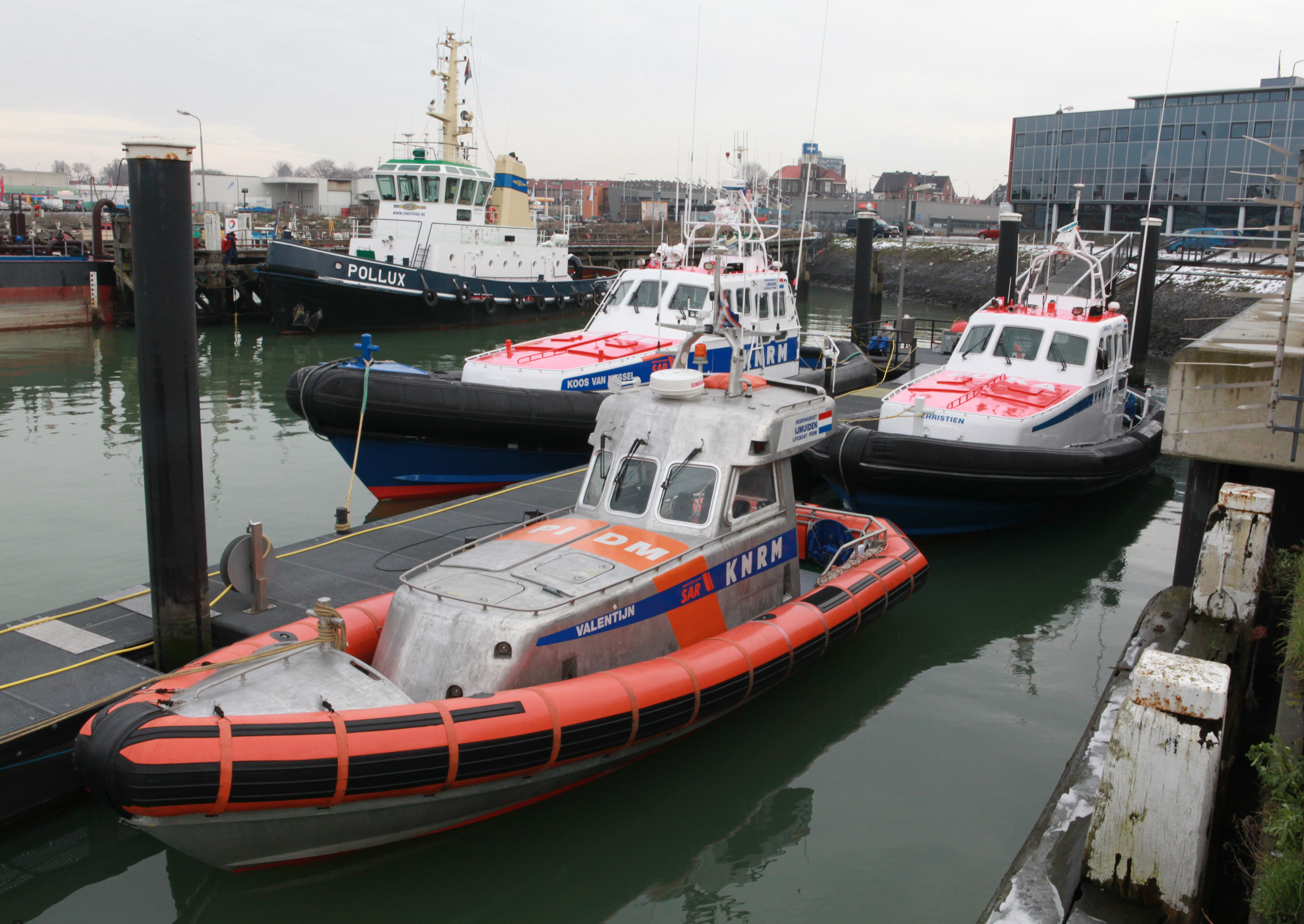
KNRM-Reddingboten 'Valentijn', 'Christien' en 'Koos van Messel' te IJmuiden (2009).
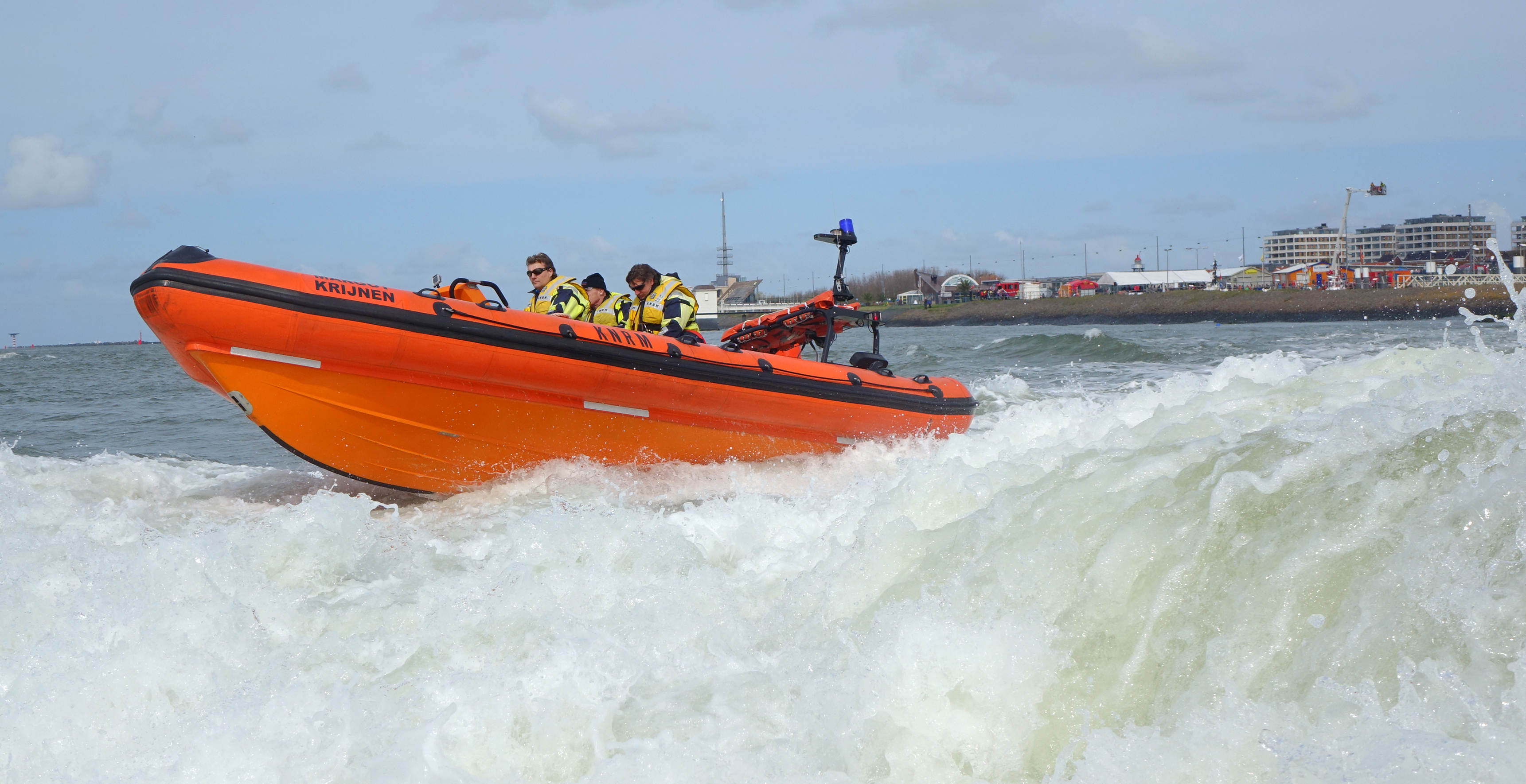
KNRM-reddingboot 'Margot Krijnen' te Hoek van Holland (2016).
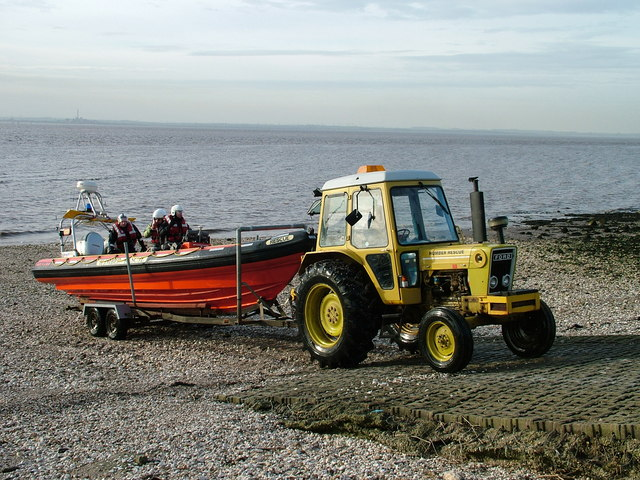
Lancering van een reddingboot bij de Humber te Hessle, Yorkshire, Engeland (2005).
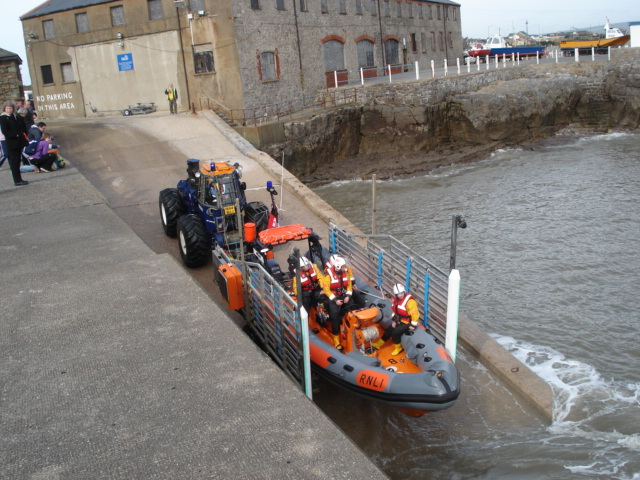
Lancering van een reddingboot vanaf een kade te Porthcawl in Engeland (2007).